# Miracle eucharistique de Blanot

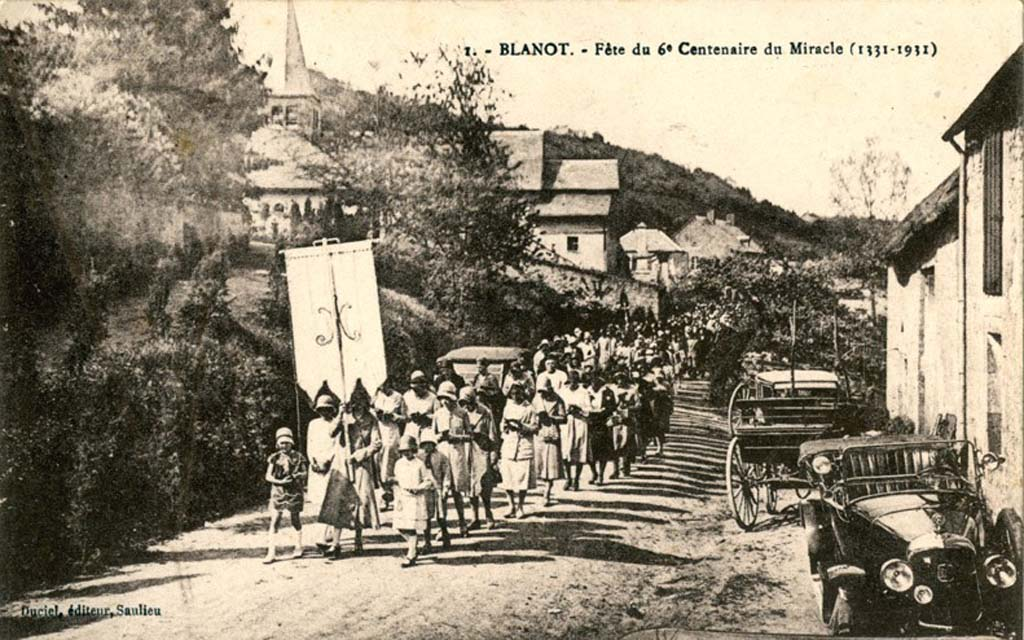
Procession célébrant le sixième centenaire du miracle (1931), carte postale.

Le miracle eucharistique de Blanot est un phénomène surnaturel qui se serait produit en l'église Saint-Andoche-et-Saint-Thyrse en l'an 1331 : pendant qu'un prêtre distribuait la communion, un fragment de l'hostie consacrée se serait transformé en une goutte de sang.

## Histoire
Le 31 mars 1331, jour de Pâques, le père Hugues de Baumes, vicaire de Blanot — petit village bourguignon — distribuait la communion pendant la messe, en l'église Saint-Andoche. À cette époque, c’était une coutume que deux personnes maintiennent une toile ouverte devant le prêtre, pendant les célébrations festives qui réunissaient une grande foule, pour empêcher qu’une hostie ne tombe à terre.
Après avoir distribué la dernière hostie, donnée à une veuve âgée du nom de Jacquette Renaud d'Effours, un des deux assistants, nommé Thomas Caillot, avertit le curé qu'un fragment de l'hostie s'était détaché et était tombé sur la toile : lorsque le célébrant voulut le récupérer, le fragment se serait transformé en une goutte de sang. Hugues de Baumes découpa le morceau de tissu où elle se trouvait et le conserva dans un reliquaire .
Informé des faits, l'évêque Pierre Bertrand nomma une commission d'enquête, dont faisaient partie Jean Javroisier, official, Hugues Chapelot, archiprêtre de Lucenay et Étienne Angovrand, notaire royal et apostolique. Après l’audition des témoins, l'évêque conclut que le fait était d'origine surnaturelle, et le pape Jean XXII concéda des indulgences particulières pour les pèlerins.
La relique, placée dans une châsse de cristal, est toujours vénérée, en particulier le jour du Saint-Sacrement, dans l'église locale qui remonte au XIIe siècle.